# Eleições parlamentares europeias de 2004 (Eslováquia)
As eleições parlamentares europeia de 2004 na Eslováquia, realizaram-se a 13 de junho e, serviram para, pela primeira vez, eleger os 14 deputados nacionais ao Parlamento Europeu.

## Resultados Oficiais
| Partido                 | Partido                                   | Votos     | %               | Deputados |
| ----------------------- | ----------------------------------------- | --------- | --------------- | --------- |
|                         | União Democrata-Cristã                    | 119 954   | 17,09 / 100,00  | 3 / 14    |
|                         | Movimento por uma Eslováquia Democrática  | 119 582   | 17,04 / 100,00  | 3 / 14    |
|                         | Direção (Terceira Via)                    | 118 535   | 16,89 / 100,00  | 3 / 14    |
|                         | Movimento Democrata Cristão               | 113 655   | 16,19 / 100,00  | 3 / 14    |
|                         | Partido da Coligação Húngara              | 92 927    | 13,24 / 100,00  | 2 / 14    |
|                         | Aliança do Novo Cidadão                   | 32 653    | 4,65 / 100,00   | 0 / 14    |
|                         | Partido Comunista                         | 31 908    | 4,54 / 100,00   | 0 / 14    |
|                         | Fórum Livre                               | 22 804    | 3,25 / 100,00   | 0 / 14    |
|                         | Partido Nacional Eslovaco                 | 14 150    | 2,01 / 100,00   | 0 / 14    |
|                         | Movimento pela Democracia - União Popular | 11 914    | 1,69 / 100,00   | 0 / 14    |
|                         | Partido Cívico Conservador                | 7 060     | 1,00 / 100,00   | 0 / 14    |
|                         | Outros                                    | 16 453    | 2,35 / 100,00   | 0 / 14    |
| Votos Inválidos         | Votos Inválidos                           | 11 713    | 1,65 / 100,00   |           |
| Total                   | Total                                     | 713 308   | 100,00 / 100,00 | 14 / 14   |
| Eleitorado/Participação | Eleitorado/Participação                   | 4 210 643 | 16,96 / 100,00  |           |
| Fonte                   | Fonte                                     | [ 1 ]     | [ 1 ]           | [ 1 ]     |